# Diagonalmethode

Diagonalmethode

Die Diagonalmethode ist eine Kompositionsregel in der Fotografie, der Malerkunst und der Zeichenkunst. Der niederländische Fotograf und Lehrer Edwin Westhoff kam auf diese Methode, als er visuelle Experimente durchführte, um zu untersuchen, warum die Drittel-Regel so ungenau ist. Nachdem er viele Fotos, Gemälde und Kupferstiche untersucht hatte, kam er zu der Entdeckung, dass die starken Punkte vielmehr auf den Diagonallinien eines Quadrats liegen. Ein Foto ist normalerweise ein rechteckiges Bild mit den Maßen 4:3 oder 3:2, wobei man sich auf die vier Winkelhalbierenden der Ecken konzentrieren soll. Das Bild mutet angenehmer an, wenn bestimmte Elemente über diese Linien verlaufen.

## Theorie
Die starken Punkte befinden sich nach der Diagonalmethode oft bis auf einen Millimeter genau auf einer der Diagonallinien von 45 Grad aus einer der vier Ecken des Bildes. Im Gegensatz zu den anderen Kompositionsregeln wie der Drittel-Regel und dem Goldenen Schnitt legt die Diagonalmethode kaum Wert auf die Stellen, wo die Linien sich kreuzen und erlaubt, dass ein starker Punkt sich auf einer willkürlichen Position auf der Diagonallinie befindet. Solange die Einzelheiten sich auf den Linien befinden, ziehen sie die Aufmerksamkeit an sich. Die Diagonalmethode erfordert jedoch wohl, dass die starken Punkte sehr genau auf der Diagonallinie positioniert werden, mit einer Höchstabweichung von einem Millimeter auf A4-Größe. Anders als bei den übrigen Kompositionsregeln wird die Diagonalmethode nicht angewendet, um die Komposition zu verbessern.

## Anwendung

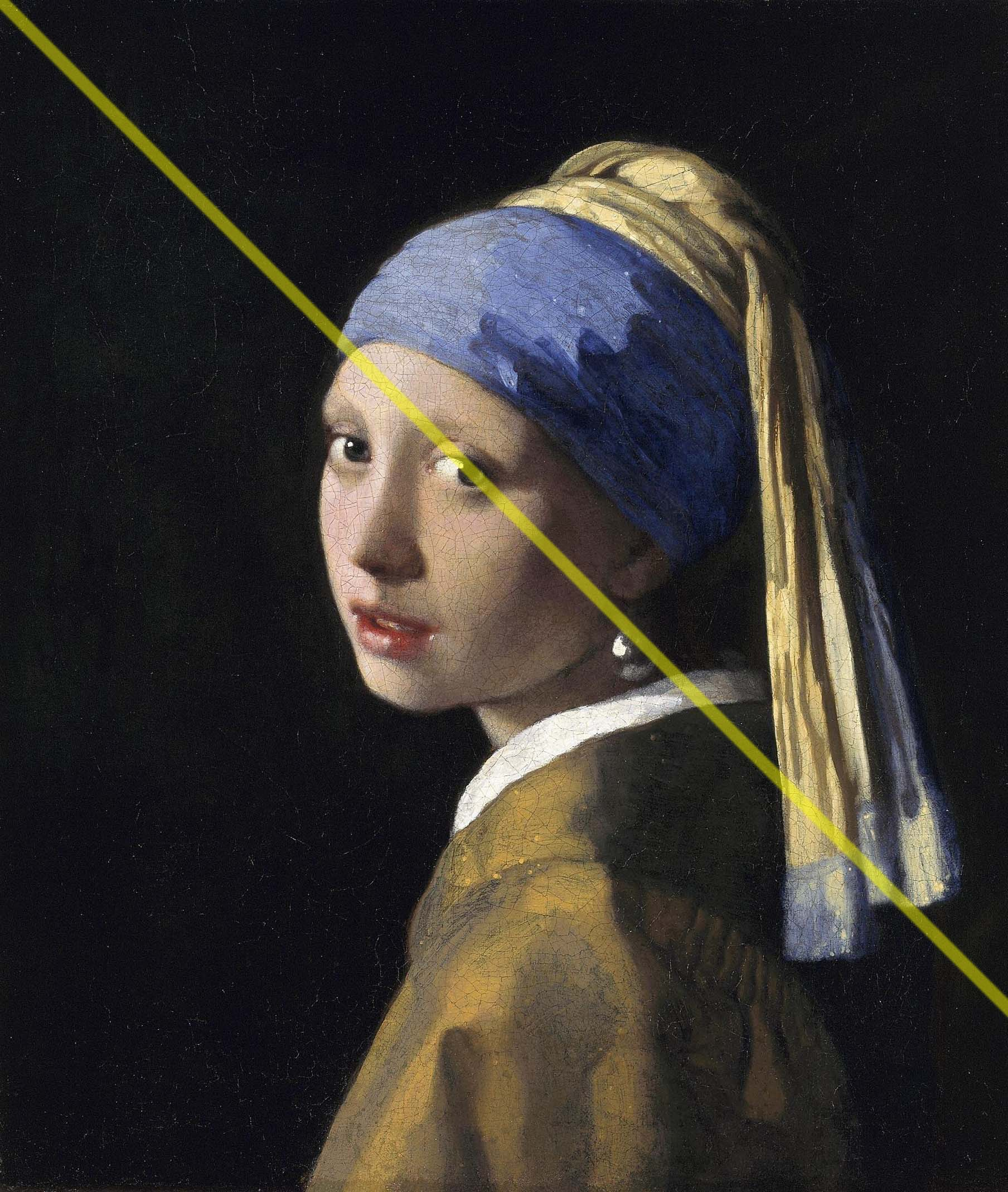
Beispiel mit Vermeers Das Mädchen mit dem Perlenohrgehänge. Die gelbe diagonale Linie schneidet zwei Hauptpunkte des Interesses: das linke Auge des Mädchens und den Perlenohrring

Die Diagonalmethode ist entstanden aus einer Analyse der Methode, wie Künstler Einzelheiten gefühlsmäßig komponieren und kann dazu auch eingesetzt werden. So entdeckte Westhoff, dass man sehen kann, auf welche Einzelheiten die Aufmerksamkeit des Künstlers sich richtete, wenn man die Linien unter einer Ecke von 45° aus den Ecken eines Bildes zeichnet. Künstler und Fotografen positionieren die starken Punkte gefühlsmäßig in einer Komposition. Mit der Diagonalmethode kann man nachgehen, welche Einzelheiten der Urheber des Bildes, des Gemäldes oder des Kupferstichs extra betonen wollte. Aus der Untersuchung von Westhoff ging zum Beispiel hervor, dass wichtige Einzelheiten in den Gemälden und Kupferstichen von Rembrandt van Rijn sich punktgenau auf den Diagonallinien befinden. Man denke dabei an Augen, Hände oder Gebrauchsgegenstände.
Weiterhin ist die Diagonalmethode auch einsetzbar als Methode beim Beschneiden eigener Werke. Seit 2007 enthält Photoshop Lightroom dazu ein Hilfsprogramm, um Bilder nach der Diagonalmethode neben Anwendungen für andere Kompositionsregeln nachzubereiten. Seit 2009 sind auch Skripts verfügbar für Photoshop (mittels Golden Crop), Paintshop Pro, GIMP und Picture Window Pro. Es ist äußerst schwer, während des Fotografierens oder Malens die starken Punkte genau auf die Diagonallinien zu positionieren. Das lässt sich aber während der Nachbearbeitung sehr gut machen. So kann zum Beispiel das Hauptthema mit Hilfe der Diagonalmethode weiter in eine der Ecken umpositioniert werden.
Die Diagonalmethode ist anwendbar, um bei Bildern bestimmte Einzelheiten hervorzuheben oder zu betonen, wie zum Beispiel in einem Porträt, in dem ein bestimmter Körperteil etwas mehr Aufmerksamkeit verdient. Oder ein Werbefoto, womit ein Produkt präsentiert werden soll. Auf manchen Landschaftsbildern sind ebenso wichtige Einzelheiten sichtbar, wie Menschen, (allein stehende) Bäume und Gebäude, die sich auf den Diagonallinien befinden können. Wenn es in einer Aufnahme um das Gesamtbild geht, zum Beispiel bei Architekturfotografie, werden dagegen andere oder keine Kompositionsregeln angewendet, wobei oft andere Linien den Bildaufbau bestimmen, wie z. B. der Horizont.

## Fundament
Allgemein bekannt ist, dass die Diagonallinien – ebenso wie die mittelsenkrechten Linien, die Schwerpunkte und die Ecken – zu den Kraftlinien eines Quadrats gehören und als kräftiger als alle anderen Teile des Vierecks betrachtet werden. Inwiefern sich diese Befunde auf Rechtecke übertragen lassen, wie zum Beispiel auf Bilder mit den Seitenverhältnissen 4:3 und 3:2, wurde bis heute noch nicht untersucht. Neben der praktischen Bestätigung der Diagonalmethode durch die verschiedenen Analysen liegen vorerst noch keine wissenschaftlichen Untersuchungen vor, die die Diagonalmethode auch theoretisch bestätigen können.